# Roberto Piazza
Roberto Piazza (ur. 29 stycznia 1968 w Parmie) – włoski siatkarz i trener siatkarski.

## Asystent trenerów w latach 1992-2009[2]
| Lata      | Klub           | Trener            |
| 1992-1995 | Maxicono Parma | Bebeto De Freitas |
| 1995-1996 | Maxicono Parma | Kim Ho-Chul       |
| 1996-1998 | Sisley Treviso | Kim Ho-Chul       |
| 1998-2000 | Sisley Treviso | Daniele Bagnoli   |
| 2000-2001 | Sisley Treviso | Raúl Lozano       |
| 2001-2007 | Sisley Treviso | Daniele Bagnoli   |
| 2007-2009 | Dinamo Moskwa  | Daniele Bagnoli   |

## Sukcesy klubowe

### Jako siatkarz
Puchar Europy Zdobywców Pucharów:
- 1988, 1989

Liga włoska:
- 1988, 1989

Superpuchar Europy:
- 1988

### Jako trener
Puchar CEV:
- 2011

Liga Mistrzów:
- 2013

Puchar Grecji:
- 2016

Superpuchar Włoch:
- 2016

Superpuchar Polski:
- 2017, 2018

Liga polska:
- 2018

Puchar Challenge:
- 2021

Liga włoska:
- 2024[4]